# Meriel
Meriel ist ein weiblicher Vorname.

## Herkunft und Bedeutung des Namens
Meriel ist eine abgewandelte Form des Vornamens Muriel und bedeutet etwa „helles/strahlendes Meer“.

## Namensträgerinnen
- Meriel Hinsching (* 1993), deutsche Schauspielerin
- Meriel Lucas (1877–1962), englische Badmintonspielerin.